# Gerhard Zandberg
Johannes Gerhardus „Gerhard“ Zandberg (* 23. April 1983 in Pretoria) ist ein ehemaliger südafrikanischer Schwimmer. Bei Weltmeisterschaften gewann er einmal Gold und dreimal Bronze auf der 50-Meter-Bahn und einmal Bronze auf der 25-Meter-Bahn.

## Sportliche Karriere
Bei den Commonwealth Games 2002 in Manchester wurde Zandberg Dritter über 50 Meter Rücken und Vierter über 100 Meter Rücken. In der 4-mal-100-Meter-Freistilstaffel schwamm Zandberg nur im Vorlauf. Da seine Mannschaftskameraden im Finale Zweite wurden, erhielt auch Zandberg eine Silbermedaille. Bei den Afrikameisterschaften 2002 in Kairo wurde er Zweiter über 50 Meter Rücken. Im Jahr darauf gewann Zandberg bei den Weltmeisterschaften 2003 in Barcelona die Bronzemedaille über 50 Meter Rücken mit 0,06 Sekunden Rückstand auf den zweitplatzierten Australier Matt Welsh, Sieger wurde der Deutsche Thomas Rupprath. Bei den Olympischen Spielen 2004 in Athen erreichte Zandberg das Halbfinale über 100 Meter Rücken und schied dann als 13. aus. Die 4-mal-100-Meter-Lagenstaffel mit Eugene Botes, Terence Parkin, Karl Otto Thaning und Gerhard Zandberg schwamm im Vorlauf die 13. Zeit.
Bei den Commonwealth Games 2006 in Melbourne wurde Zandberg Dritter über 50 Meter Rücken und Fünfter über 100 Meter Rücken. Die 4-mal-100-Meter-Freistilstaffel mit Roland Schoeman, Lyndon Ferns, Gerhard Zandberg und Ryk Neethling siegte vor den Australiern und den Kanadiern. Bei den Pan Pacific Swimming Championships 2006 im kanadischen Victoria erreichte Zandberg nur mit der 4-mal-100-Meter-Lagenstaffel das Finale und belegte den fünften Platz. Ende März 2007 bei den Weltmeisterschaften in Melbourne belegte die 4-mal-100-Meter-Freistilstaffel mit Neethling, Ferns, Zandberg und Schoeman den vierten Rang mit 0,09 Sekunden Rückstand auf die drittplatzierten Franzosen. Nach dem sechsten Platz über 100 Meter Rücken gewann Zandberg den Titel über 50 Meter Rücken mit 0,22 Sekunden Vorsprung auf Thomas Rupprath, der seinerseits 0,03 Sekunden Vorsprung vor dem Briten Liam Tancock hatte. In der abschließenden 4-mal-100-Meter-Lagenstaffel hatten Gerhard Zandberg, Cameron van der Burgh, Lyndon Ferns und Ryk Neethling als Vierte 0,41 Sekunden Rückstand auf Bronze. Im Juli 2007 bei den Afrikaspielen in Algier siegte Zandberg über 50 und über 100 Meter Rücken. Eine dritte Goldmedaille erschwamm er mit der Lagenstaffel.
Im April 2008 bei den Kurzbahnweltmeisterschaften 2008 in Manchester wurde Zandberg Dritter über 50 Meter Freistil mit 0,02 Sekunden Rückstand auf den zweitplatzierten Briten Mark Foster. Über 50 Meter Rücken schlug Zandberg als Fünfter an. Außerdem wurde er Siebter über 100 Meter Lagen und über 50 Meter Brust. Bei den Olympischen Spielen in Peking schied Zandberg über 100 Meter Rücken als Elfter im Halbfinale aus. Mit der 4-mal-100-Meter-Lagenstaffel erreichte Zandberg sein einziges olympisches Finale. Gerhard Zandberg, Cameron van der Burgh, Lyndon Ferns und Darian Townsend belegten den siebten Platz. Im Jahr darauf bei den Weltmeisterschaften 2009 in Rom erkämpfte Zandberg die Bronzemedaille über 50 Meter Rücken hinter Liam Tancock und dem Japaner Jun’ya Koga. Zwei Jahre später bei den Weltmeisterschaften in Shanghai gewann Zandberg noch einmal Bronze über 50 Meter Rücken, diesmal hinter Liam Tancock und dem Franzosen Camille Lacourt. 2013 bei den Weltmeisterschaften in Barcelona erreichte er nicht mehr das Finale. 2014 und 2015 trat er nicht mehr international an, gewann aber noch zwei südafrikanische Meistertitel auf seiner Spezialstrecke.